# Xian de Daying
Le xian de Daying (大英县 ; pinyin : Dàyīng Xiàn) est un district administratif de la province du Sichuan en Chine. Il est placé sous la juridiction de la ville-préfecture de Suining.

## Démographie
La population du district était de 526 728 habitants en 1999.